# 股鳞蜓蜥
股鳞蜓蜥（学名：Sphenomorphus incognitus）又名華南蝘蜓、鮑氏蜓蜥。为石龙子科蜓蜥属的爬行动物。分布于台湾以及中国大陆的福建、湖北、海南、广西、云南等地，该物种的模式产地在台湾恆春。

## 描述
體長最大可達8公分左右，尾長可達體長之1.5倍左右，全長可達22公分。身體背部為褐色，有許多暗色雜斑。體側有一深黑色的縱帶，由吻部橫跨眼睛，延伸至尾巴基部附近，身體腹面為白色。後腿內側近股部則有一鱗片較大且排列不規則的區域，幼體之尾巴末端常帶有紅色。
此種與外型相近之印度蜓蜥比較時，本種之體色是以黑白色調為主，而印度蜓蜥之體色則是褐黃色調；且本種之腹面為白色，印度蜓蜥腹面則常帶些黃色調。

## 習性
日行性，以昆蟲及其它小型無脊椎動物為食。卵生，每窩約生3-5顆蛋。尾巴極易自割。

## 棲地
主要生活于杂草地区或砾石与杂草交错地区。其生存的海拔范围为600至2000米。

## 保护
本种于2023年被收录入《有重要生态、科学、社会价值的陆生野生动物名录》。

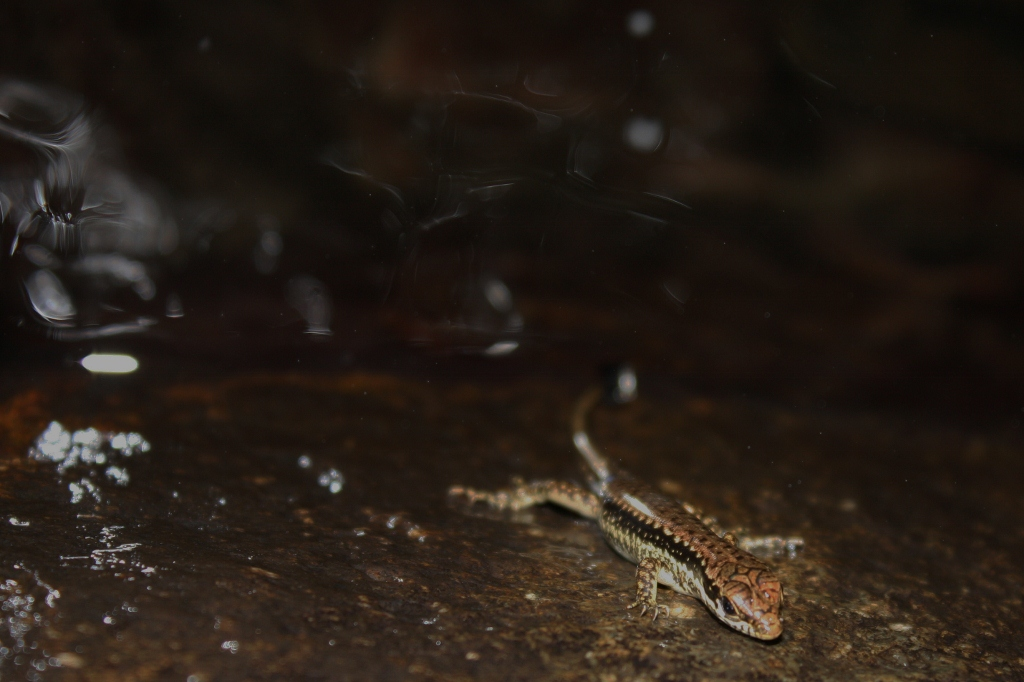
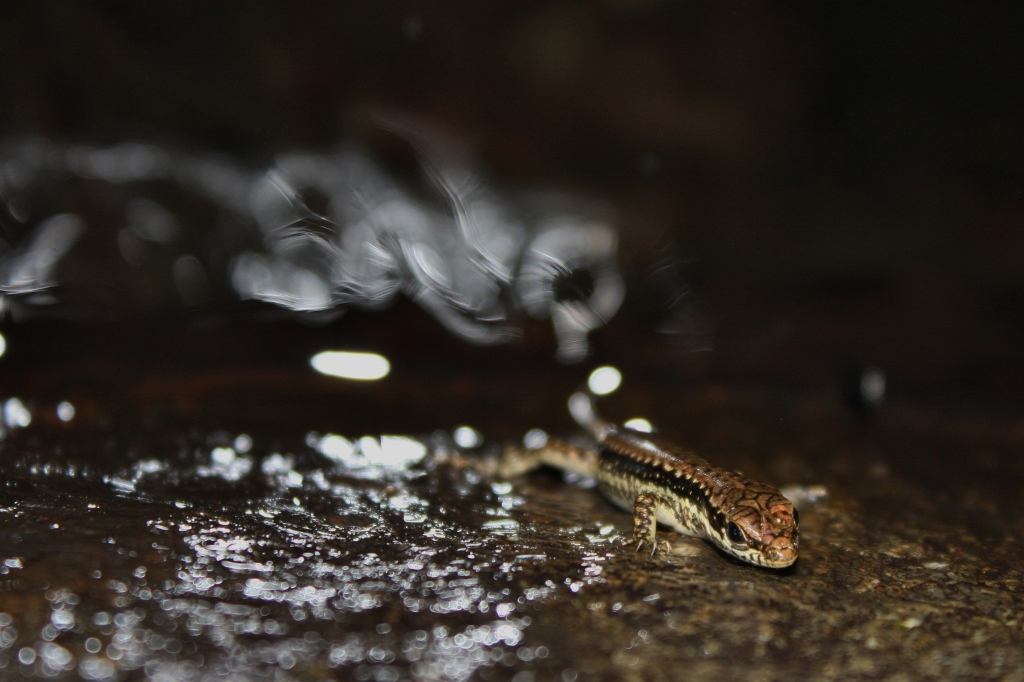
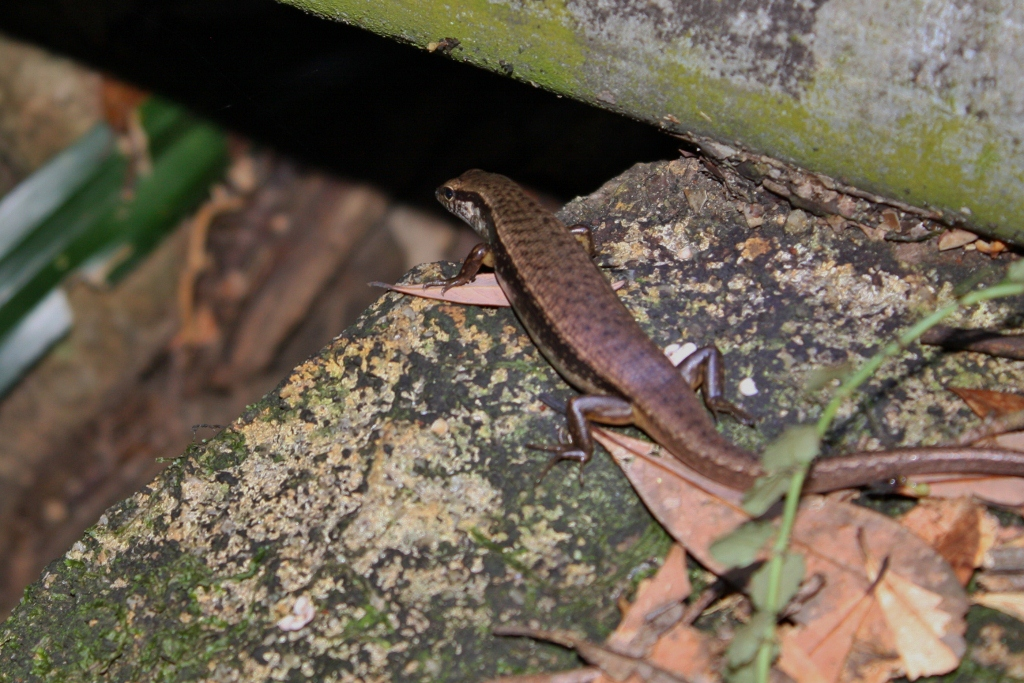
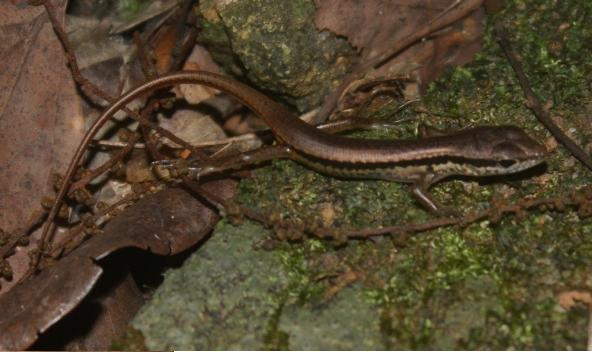